# Dans ces bras-là
Dans ces bras-là est un roman de Camille Laurens publié aux éditions P.O.L le 25 août 2000. Il a reçu cette même année le prix Femina et le Prix Renaudot des lycéens. Il a été traduit dans une trentaine de langues.

## Résumé
Dans ces bras-là adopte un dispositif narratif apparenté à la pratique de l'autofiction. « Livre sur les hommes, sur l'amour des hommes : objet aimés, sujets aimants », l'ouvrage sonde, par le prisme des hommes qui ont traversé l'existence de la narratrice (éditeur, amours, parents), l'essence même du geste amoureux. « Ce sera une double construction imaginaire : une création réciproque : j'écrirai ce que je vois d'eux et vous lirez ce qu'ils font de moi - quelle femme je deviens en inventant cet inventaire : les hommes de ma vie. »

## Adaptations théâtrales
- 2001 : Seule avec lui, mise en scène par Odile Roire, Théâtre du Chaudron, Vincennes.
- 2006 : Au nom du père, du fils et de l'amant, mise en scène par Gérald Chevrolet sous le titre, Théâtre du Caveau, Genève.

## Éditions
- éditions P.O.L., 2000  (ISBN 2867447763)
- Éditions Corps 16 (édition en gros caractères) 2001  (ISBN 2840573660)
- Éditions Gallimard, coll. « Folio » no 3740, 2002  (ISBN 2070420116)